# Шеден
Шеден (њем. Scheden) општина је у њемачкој савезној држави Доња Саксонија. Једно је од 29 општинских средишта округа Гетинген. Према процјени из 2010. у општини је живјело 2.047 становника. Посједује регионалну шифру (AGS) 3152023.

## Географски и демографски подаци
Шеден се налази у савезној држави Доња Саксонија у округу Гетинген. Општина се налази на надморској висини од 222 метра. Површина општине износи 26,7 km². У самом мјесту је, према процјени из 2010. године, живјело 2.047 становника. Просјечна густина становништва износи 77 становника/km².

## Међународна сарадња
| Мјесто      | Држава    | Врста сарадње | Од    |
| ----------- | --------- | ------------- | ----- |
| Рацалмаш    | Мађарска  | партнерство   | 1991. |
| Рацалмаш    | Мађарска  | партнерство   | 1991. |
| Рене Декарт | Француска | партнерство   | 2008. |
|             | Француска | партнерство   | 2007. |
| Извор       |           |               |       |